# Нові Стрілища
Но́ві Стрілища — селище, у Бібрській громаді, Львівського району Львівської області. Селище у 1940–1941 та 1944–1959 рр було центром Новострілищанського району Дрогобицької області. Знаходиться на межі з Ходорівською громадою Стрийського району та Рогатинською громадою Івано-Франківського району. Нетривалий час, до 31 грудня 2019 року, Нові Стрілища були адміністративним центром Новострілищанської селищної громади, яку 1 січня 2020 приєднано до Бібрської міської громади.

## Назва
Раніші назви населеного пункту (варіант) — «Стршеліска Нове» Бібрського повіту, «Нові Стріличі».

## Історія
1513 року поселення отримало привілей на проведення ярмарку та тижневих торгів, 1524 — на будівництво моста.
24 квітня 1662 року місто як дідична власність жидачівського старости Станіслава Яна Яблоновського отримало права на проведення ярмарку двічі на рік.

## Політика

### Парламентські вибори, 2019
На позачергових парламентських виборах 2019 року у селищі функціонувала окрема виборча дільниця № 460319, розташована у приміщенні школи.
Результати
- зареєстровано 635 виборців, явка 62,20 %, найбільше голосів віддано за «Голос» — 27,09 %, за «Слугу народу» — 19,24 %, за «Європейську Солідарність» — 16,96 %.[1] В одномандатному окрузі найбільше голосів отримав Андрій Кіт (самовисування) — 35,28 %, за Олега Канівця (Громадянська позиція) — 25,13 %, за Андрія Гергерта (Всеукраїнське об'єднання «Свобода») — 16,24 %[2].

## Населення
На 2001 рік 938 осіб.
2022 рік — 774 особи.

### Мова
Розподіл населення за рідною мовою за даними перепису 2001 року:
| Мова       | Кількість | Відсоток |
| ---------- | --------- | -------- |
| українська | 934       | 99.68 %  |
| російська  | 3         | 0.32 %   |
| Усього     | 937       | 100 %    |

## Пам'ятки

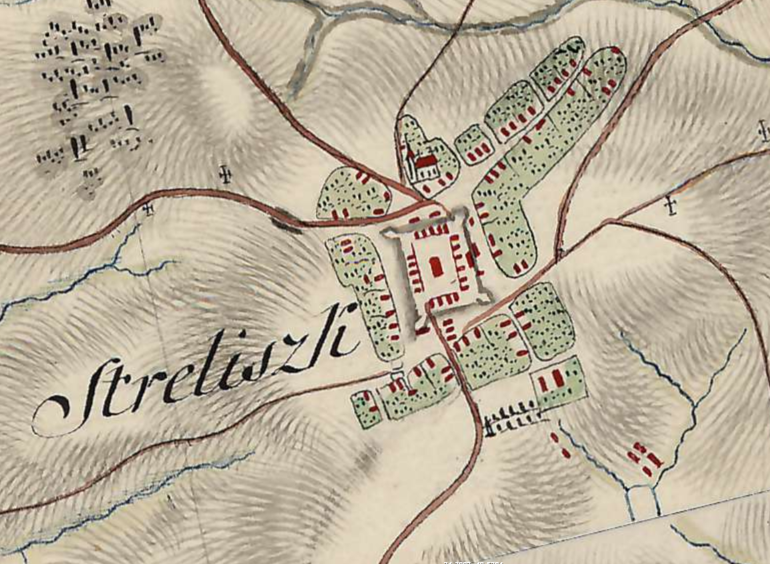
Нові Стрілища на австрійській мапі XVIII століття. Видно, як головна дорога йшла через дерев'яну фортецю

- Покинутий костел. Суміш конструктивізму та романського стилю[4]
- Парафіяльна церква Успення Пресвятої Богородиці
- Рештки земляних укріплень міста
- Памятний хрест на честь скасування панщини[d]

## Відомі люди

### Народилися
- Микола Лебідь (1909—1998) — визначний діяч ОУН, перший керівник СБ ОУН.
- Василь Лебідь — брат Миколи Лебедя, діяч ОУН-УПА. 26 липня 1946 застрелений енкаведистами. [ЛМ 2343, Т.Когут]. 6.11.1994 Львівським Меморіалом організовано перепоховання Василя в Нових Стрілищах.
- Липова Ганна (1918—1946) — лицар Срібного хреста заслуги УПА та Бронзового хреста бойової заслуги УПА.

### Померли
- Дмитро Карпенко («Яструб», «Лютий») (1917? — 1944) — хорунжий УПА, сотенний сотні «Сіроманці», перший серед старшин УПА нагороджений Золотим Хрестом Бойової Заслуги I класу — найвищої нагороди УПА (посмертно).